# 八陣信蔵
八陣 信蔵（はちじん しんぞう、1837年8月13日（天保8年7月13日） - 1902年（明治35年）1月9日）は淡路国津名郡尾崎村（現・兵庫県淡路市）出身の大相撲力士。本名は岩井 信蔵。所属部屋は小野川部屋（大坂）玉垣部屋（江戸）。大坂相撲で最初の横綱となった。吉田司家の免許ではないため日本相撲協会公認の横綱には加えられていない。

## 略歴
淡路島の農家に育ち大坂に出て8代小野川に入門、1859年（安政6年）7月白藤 信蔵で中相撲三段目に名を出す。1860年玉龍と改める。この頃既に人気となっており、1861年（文久元年）評判を聞いた阿波藩に抱えられ江戸行きを命じられて10月場所幕下に付け出される。翌1862年（文久2年）蜂須賀公から黒神 玉之助の四股名を賜ったが同年11月を最後に江戸では出場していない。1864年（元治元年）6月八陣 信蔵と改名。1869年（明治2年）3月陣幕久五郎による番付改革により中頭から一躍関脇に抜擢される。8月には大関、1871年（明治4年）7月京都五条家から横綱免許を受け大坂相撲初の横綱となりライバルの高越山谷五郎と共に第一人者として大坂相撲を盛り上げた。1874年（明治7年）10月の三都合併の場所を最後に引退、翌年10代小野川を襲名して頭取となり数多くの弟子を養成した。また1883年（明治16年）から隠居する1899年（明治32年）まで取締を務め大坂相撲の重鎮として活躍した。1902年（明治35年）1月9日、64歳で死去。
1872年（明治5年）6月6日、大阪造幣寮で天覧相撲が行われ明治天皇に供覧する栄誉を得た。この時八陣は西郷隆盛の命により5年ぶりに公の場で相撲を取る陣幕と対戦、西郷ら薩摩方の役人が陣幕を応援する中、八陣は陣幕を足取りでひっくり返し喝采を得た。しかしこの時の足取りが見苦しいという理由で大坂相撲では明治30年代まで足取りが禁じ手になってしまった。